# 仁和镇 (梓潼县)
仁和镇，是中华人民共和国四川省绵阳市梓潼县下辖的一个乡镇级行政单位。2019年12月，撤销大新镇，将其所属行政区域划归仁和镇管辖，仁和镇人民政府驻仁柏街92号。

## 行政区划
仁和镇下辖以下地区：
金宝社区、新松村、白果村、新民村、太平村、烈火村、天乐村、爱国村、上游村、观龙村、战斗村、檬桠村和新建村。